# Ílhavo (São Salvador)
Ílhavo (São Salvador) est une paroisse civile portugaise (en portugais : freguesia) de la municipalité d'Ílhavo dans le district d'Aveiro.

## Géographie
Ílhavo (São Salvador) est traversée par le Rio Boco (pt), qui s'écoule vers le nord jusqu'à la Ria d'Aveiro.

## Démographie
Lors du recensement de 2021, Ílhavo (São Salvador) compte 16 675 habitants. C'est alors la paroisse la plus peuplée de la municipalité, qui totalise 39 235 habitants.